# Luis Emilio Sierra
Luis Emilio Sierra Grajales (Manizales, Caldas, 15 de noviembre de 1960) es un político y abogado colombiano. 

## Biografía
- Sierra Grajales fue elegido Senador de la República en 2002 con 45.542 votos avalado por el Movimiento de Salvación Nacional.
- Sierra Grajales no fue elegido Senador de la República en 2006, a nombre del Partido Conservador, pero tras la renuncia de William Montes por el proceso de parapolítica tomó posesión de la curul el 7 de febrero de 2008, había sacado 40.183 votos.
- Sierra Grajales fue elegido Senador de la República en 2010 con 69.139 votos avalado por el Partido Conservador.
- Sierra Grajales fue elegido Senador de la República en 2014 con 55.413 votos avalado por el Partido Conservador.

- Datos: Q23906929